# الیزابت (کشتی ۱۸۱۶)
الیزابت (کشتی ۱۸۱۶) (به انگلیسی: Elizabeth (1816 ship)) یک کشتی است. این کشتی در سال ۱۸۱۶ ساخته شد.